# Kecamatan Cimenyan
Kecamatan Cimenyan är ett distrikt i Indonesien.   Det ligger i kabupatenet Kabupaten Bandung och provinsen Jawa Barat, i den västra delen av landet, 120 km sydost om huvudstaden Jakarta.
Kecamatan Cimenyan delas in i:
- Desa Cimenyan
- Desa Mandalamekar